# Егоров, Алексей Борисович
Алексе́й Бори́сович Его́ров (род. 3 ноября 1952[…], Калинин) — российский историк-антиковед, доктор исторических наук (1993), профессор СПбГУ (1994—2019), профессор Санкт-Петербургской духовной академии (с 2008).

## Биография
В 1969 году окончил ленинградскую английскую школу № 24 Василеостровского района, тогда же поступил на исторический факультет Ленинградского университета и окончил его досрочно с отличием в 1973 г. В 1973—1974 гг. там же аспирант кафедры истории Древней Греции и Рима. С 1975 г. её ассистент, с 1985 г. доцент, с 1994 г. профессор; читал общие курсы по истории Рима, курсы «Источниковедение античности», «История Римской империи», «Римское государственное право», «Политическая система домината», «История раннего христианства», «Античная цивилизация». В 1977 г. защитил диссертацию кандидата исторических наук «Политические партии в Риме в период гражданских войн II—I вв. до н. э.», в 1993 г. — докторскую «Становление и развитие системы принципата».

## Научная деятельность
Область научных интересов — история Рима периода поздней Республики и начала Империи, политическая и правовая система Принципата; ныне — гражданские войны в Риме в 133-31 годах до н. э. и Римской империи I—II вв. н. э., история гонений на христиан в этот период.
Автор монографии «Рим на грани эпох (формирование и развитие системы принципата» (Л., 1985), учебного пособия «Римское государство и право» (Санкт-Петербург, 2013. 248 с.). Публиковался в Вестнике древней истории, Вестнике ЛГУ, Вестнике СПбГУ. Также переводчик с латинского.
- История Древней Греции. Учебное пособие. СПб., 2014.
- Юлий Цезарь. Политическая биография. — СПб.: Нестор-История, 2014. — 547 с. — 300 экз. — ISBN 978-5-4469-0389-4
- Рим: от республики к Империи. СПб.: Наука, 2017.

Превосходной работой называет А. П. Беликов авторский учебник Егорова «История Рима» (СПб.: Нестор-История, 2016. 289 с.), замечая: «К сожалению, она издана столь малым тиражом, что остаётся практически недоступной студентам и массовому читателю».